# 水差しを持つ女 (フェルメール)
『水差しを持つ女』（みずさしをもつおんな、蘭: Vrouw met waterkan、英: Woman with a Water Jug）は、オランダ絵画黄金時代の巨匠ヨハネス・フェルメールが1662年ごろ、キャンバス上に油彩で制作した絵画である。保存状態が非常によく、画家の円熟期の様相を示している。1887年から1919年の間にアメリカに渡ったフェルメールによる作品13点のうちの最初の作品で、1889年にヘンリー・ガードン・マーカンドから寄贈されて以来、ニューヨークのメトロポリタン美術館に所蔵されている。

## 来歴
本作は、比較的最近になって知られるようになった作品である。研究者ブランケルト (Blankert) は、作品が1838年以降ロバート・ヴァーノン (Robert Vernon)・コレクションにあったものと同一視している。その後、ヴァーノンは本作を1877年にハブリエル・メツーの作品として売却した。ロンドンの美術商コルナーギが600ギニーでパワースクラウト (Powerscrout) 卿に売却し、1878年にロンドンのロイヤル・アカデミーで展示された作品が本作にあたるものかどうかは判然としないものの、その作品は初めて「デルフトのヤン・ファン・デル・メール (フェルメール)」に帰属された。
後に作品は別のロンドンの美術商トーマス・アグニュー (Thomas Agnew) を経てパリの美術商Ch・ピエ (Ch. Pilllet) の手に渡り、1887年にピーテル・デ・ホーホの作品として800ドルでヘンリー・ガードン・マーカンドに売却された。その後、マーカンドからメトロポリタン美術館に寄贈された本作は、アメリカの公共美術館に入った初めてのフェルメールの作品となった。

## 作品

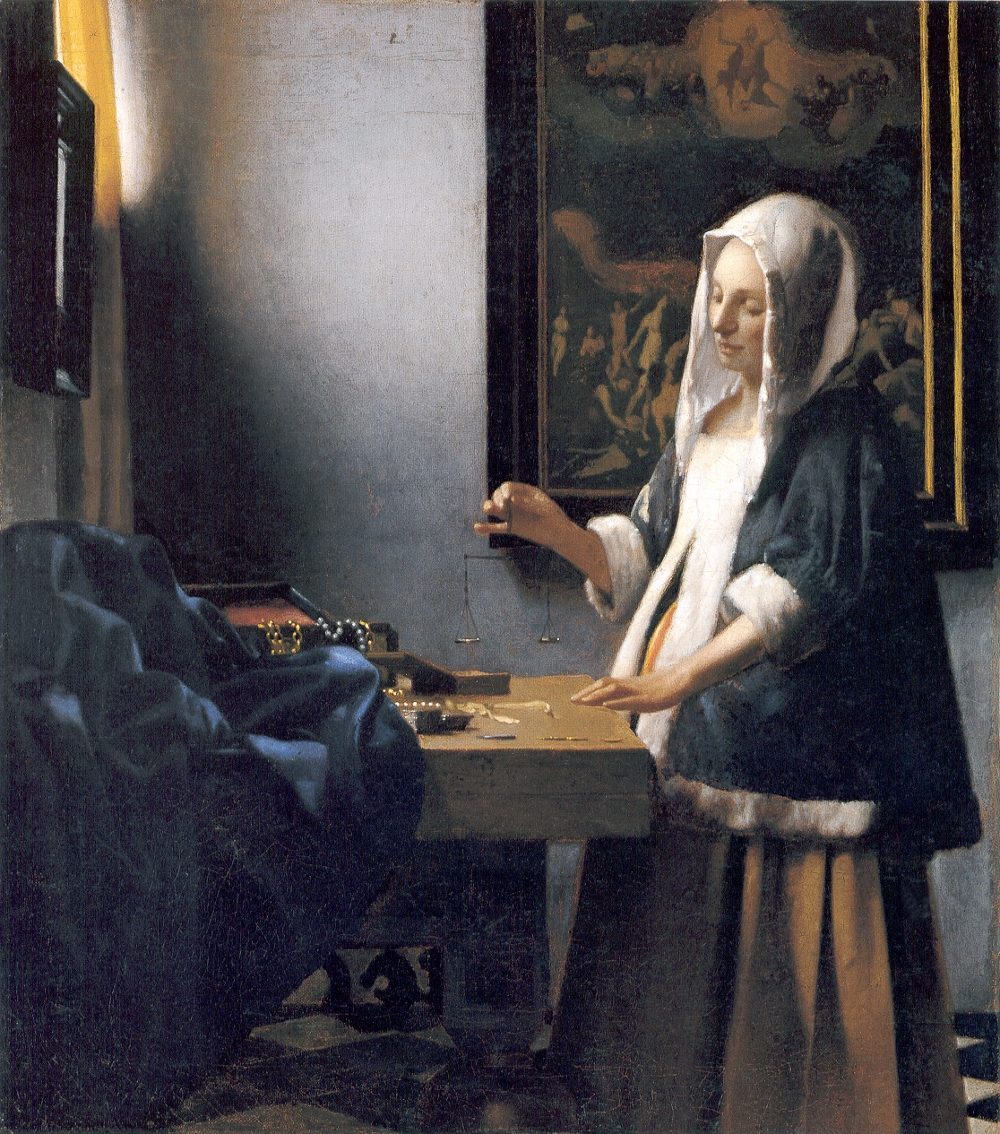
『天秤を持つ女』(1662-1663年)、ワシントン・ナショナル・ギャラリー

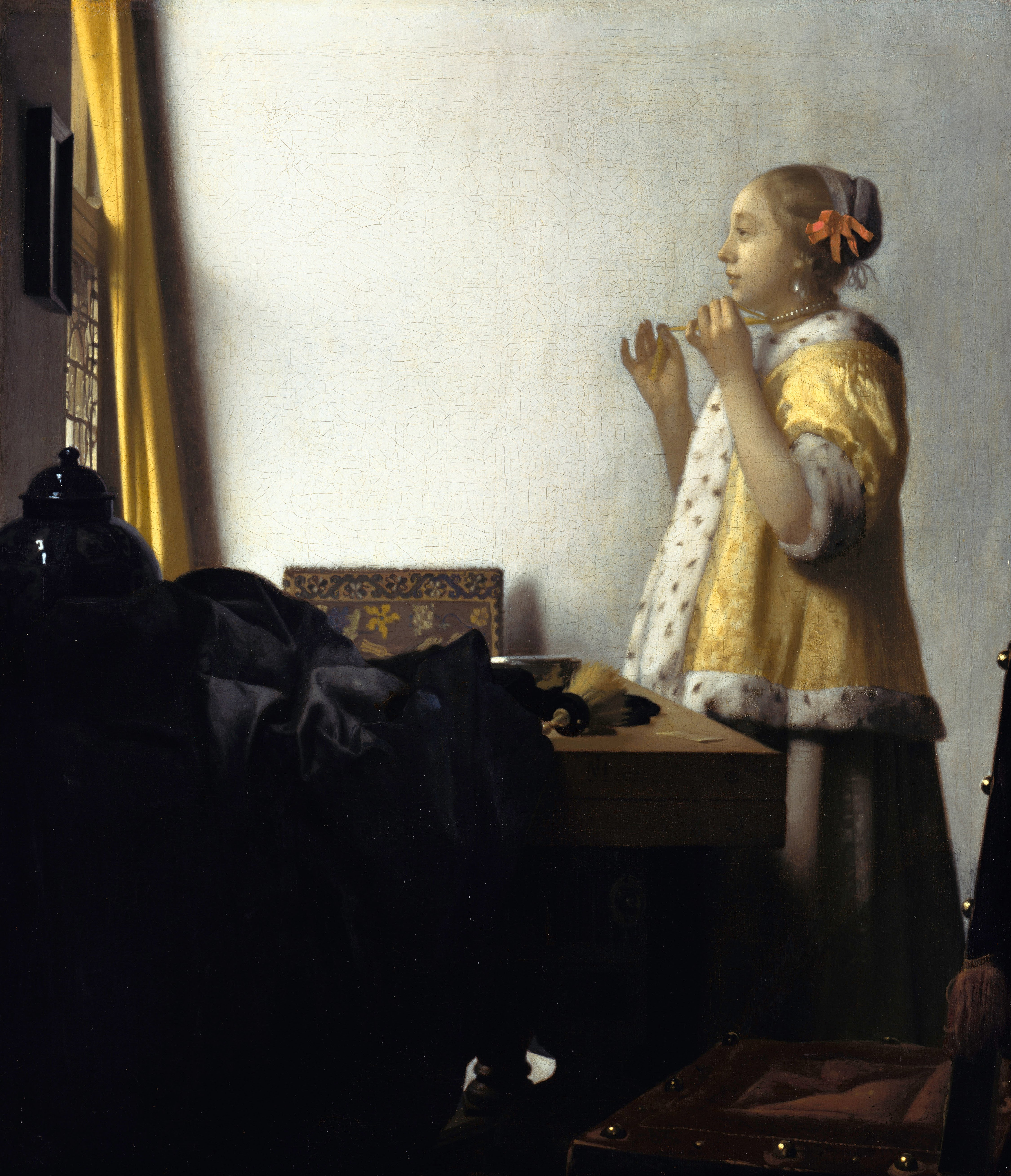
『真珠の首飾りの女』(1663-1665年ごろ)。ベルリン絵画館

この絵画は物語的な暗示を一切欠いている点において、ひときわ抽象度の高い傑作である。場面は、『天秤を持つ女』 (ワシントン・ナショナル・ギャラリー)、『真珠の首飾りの女』 (ベルリン絵画館) などフェルメールの一連の単身女性像の中でも特に明るい部屋の一角に設定されている。左手で真鍮製水差しの把手を握り、右手で窓を開ける若い女性の姿は、単純な柱型に収斂することの多いフェルメールの立像としては複雑な輪郭を備えている。とはいえ、どの部分もこれ以上変えられないほどの均衡を持って微動だにせず、「永遠の相」のもとにたたずんでいる。
フェルメールは視覚的効果に多大な関心を寄せていたが、この絵画は微妙な調整と制作時における修正によって、シンプルな造形と原色の穏やかなバランスを達成している。構図の点では、空間における遠近の点で異なった位置にある女性の左手と椅子の頭飾り、女性の肩掛けとネーデルラント17州の地図 (ハイケ・アラルト作) の左下隅などは重ねられず、異常な接近を見せる。そのため、空間と平面の間に強い緊張感が生まれている。一方、光は絵具の内側から通過してくるようなものとして表現されており、それは周囲の色を吸収した女性の頭飾りと壁の白色、タピストリーの映り込む水盤などに見られる。まるで下の層から透けて見えるようなこの反映像は、周到に計算された色の塗り重ねによって生まれたものである。
穏やかな日々の営みという主題にふさわしく、水差しと水盤という小道具が雰囲気を添えている。これらは人々が室内で手を洗うために用いたもので、「清潔」に通じることから古来、聖母マリアの「純潔」の象徴として受胎告知の場面などにしばしば描き込まれたモティーフである。そうした絵画において、水差しと水盤の傍らにやはり純潔の象徴である手拭いが配されていることを考慮すると、洗い立ての頭飾りと肩掛けを身に着けた女性を描いた本作にも純潔の寓意を読み取ることは可能であろう。